# European Journal of Turkish studies
European Journal of Turkish Studies (EJTS) est une revue scientifique internationale en ligne, disponible en accès libre et gratuit sur le portail OpenEdition Journals. Elle publie les travaux de chercheurs en sciences humaines et sociales dans le domaine des « études turques ». Ses contenus font l’objet d'une relecture en double aveugle et sont indexés après publication. Elle bénéficie du soutien aux revues de l’Institut des sciences humaines et sociales (InSHS) du CNRS.
L’hypothèse éditoriale de la revue est que les « études aréales » (ou area studies) sont un laboratoire où tester des outils analytiques valables pour les sciences humaines et sociales dans leur ensemble. Les dossiers thématiques publiés s’attachent par conséquent à combiner cadrage théorique et enquête empirique. Cela rend également possible une étude comparative transversale à l’« aire » de référence de la revue, centrée sur la Turquie contemporaine.
Européenne, l’EJTS l’est de par l’ancrage géographique et institutionnel de sa rédaction. Ses langues de publication sont l’allemand, l’anglais, le français et le turc. Ce plurilinguisme signifie l’attachement à la diversité épistémique et à l’ouverture internationale des travaux publiés.
Dans le contexte des évolutions récentes de la vie intellectuelle et scientifique en Turquie, l’EJTS cherche à promouvoir un espace de circulation des pensées et de liberté de parole. La rédaction de la revue s’est également déclarée solidaire du collectif des « Revues en lutte », constitué lors des mouvements sociaux de 2019-2020 en France contre le projet de loi sur les retraites et la loi de programmation de la recherche.